# 新店镇 (霍邱县)
新店镇，是中华人民共和国安徽省六安市霍邱县下辖的一个乡镇级行政单位。

## 行政区划
新店镇下辖以下地区：
曹郢村、李老郢村、花庵村、赵郢村、塘南村、十里井村、东湖村、陈家埠村、塘店村、牛王村、黄庙岗村、北戎西村、韩庙村、砟巴集村、黄泊渡村、茅桥村、双龙村、新华村、新店村和新塘村。